# Лавинный фотодиод

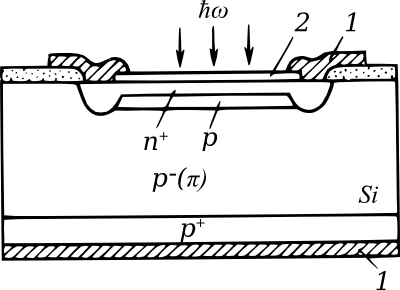
Структура лавинного фотодиода на основе кремния: 1 — омические контакты, 2 — антиотражающее покрытие

Лави́нные фотодио́ды (ЛФД; англ. avalanche photodiode — APD) — высокочувствительные полупроводниковые приборы, преобразующие свет в электрический сигнал за счёт фотоэффекта. Их можно рассматривать в качестве фотоприёмников, обеспечивающих внутреннее усиление посредством эффекта лавинного умножения.
С функциональной точки зрения они являются твердотельными аналогами фотоумножителей. Лавинные фотодиоды обладают большей чувствительностью по сравнению с другими полупроводниковыми фотоприёмниками, что позволяет использовать их для регистрации малых световых мощностей (≲ 1 нВт).

## Принцип работы
При подаче сильного обратного смещения (близкого к напряжению лавинного пробоя, обычно порядка нескольких сотен вольт для кремниевых приборов), происходит усиление фототока (примерно в 100 раз) за счёт ударной ионизации (лавинного умножения) сгенерированных светом носителей заряда. Суть процесса в том, что энергия образовавшегося под действием света электрона увеличивается под действием внешнего приложенного поля и может превысить порог ионизации вещества, так что столкновение такого «горячего» электрона с электроном из валентной зоны может привести к возникновению новой электрон-дырочной пары, носители заряда которой также будут ускоряться полем и могут стать причиной образования всё новых и новых носителей.

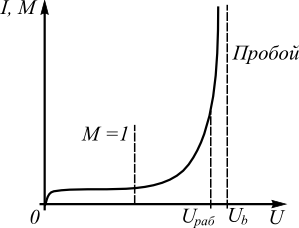
Зависимость тока и коэффициента умножения от обратного напряжения на ЛФД.

Существует ряд формул для коэффициента лавинного умножения {\displaystyle M}, довольно информативной является следующая:
{\displaystyle M={\frac {1}{1-\int _{0}^{L}\alpha (F(x))\,dx}}},
где {\displaystyle L} — длина области пространственного заряда, а {\displaystyle \alpha } — коэффициент ударной ионизации (полагаемый в такой формуле одинаковым для электронов и дырок). Этот коэффициент сильно зависит от электрического поля {\displaystyle F} в конкретной точке {\displaystyle x} (а значит, от профиля легирования и приложенного к структуре напряжения {\displaystyle U}) и температуры. Отсюда возникает требование хорошей стабилизации питающего напряжения и температуры, либо учёта температуры задающей напряжение схемой.
Ещё одна эмпирическая формула показывает сильную зависимость коэффициента лавинного умножения {\displaystyle M} от приложенного обратного напряжения:
{\displaystyle M={\frac {1}{1-(U/U_{b})^{n}}}}
где {\displaystyle U_{b}} — напряжение пробоя. Показатель степени {\displaystyle n} принимает значения от 2 до 6, в зависимости от характеристик материала и структуры p-n-перехода.
Исходя из того, что в общем случае с возрастанием обратного напряжения растёт и коэффициент усиления, существует ряд технологических приёмов при изготовлении, позволяющих повысить напряжение пробоя до более чем 1500 В и получить таким образом усиление начального фототока более чем в 1000 раз. Следует иметь в виду, что простое повышение напряженности поля в p-n-переходе без предпринятия дополнительных мер может привести к увеличению шумов.
Если требуются очень высокие коэффициенты усиления (105 — 106), возможна эксплуатация некоторых типов ЛФД при напряжениях выше пробойных. В этом случае требуется подавать на фотодиод ограниченные по току короткие быстро спадающие импульсы. Для этого могут использоваться активные и пассивные стабилизаторы тока. Приборы, действующие таким образом, работают в режиме счётчика Гейгера (Geiger mode). Этот режим применяется для создания детекторов, реагирующих на единичные фотоны (при условии, что шумы достаточно малы).

## Применение
Типичное применение ЛФД — лазерные дальномеры и оптоволоконные линии связи. Среди новых применений можно назвать позитронно-эмиссионную томографию и физику элементарных частиц.
В настоящее время уже появляются коммерческие образцы массивов (фоточувствительных матриц) лавинных фотодиодов.
Сфера применения и эффективность ЛФД зависят от многих факторов. Наиболее важными являются:
- квантовая эффективность, которая показывает, какая доля падающих фотонов приводит к образованию носителей заряда и возникновению тока;
- суммарный ток утечек, который складывается из темнового тока и шумов.

## Шумы
Электронные шумы могут быть двух типов: последовательные и параллельные. Первые являются следствием дробовых флуктуаций и в основном пропорциональны ёмкости ЛФД, тогда как параллельные связаны с механическими колебаниями прибора и поверхностными токами утечки. Другим источником шума является фактор избыточного шума (англ. excess noise factor), {\displaystyle f}. В нём описываются статистические шумы, которые присущи случайному процессу лавинного умножения {\displaystyle M} в ЛФД. Обычно он выражается следующим образом:
{\displaystyle f=\kappa M+\left(2-{\frac {1}{M}}\right)\left(1-\kappa \right)}
где {\displaystyle \kappa } — соотношение коэффициентов ударной ионизации для дырок и электронов (в формуле для {\displaystyle F} условно принятое равным 1). Таким образом, увеличение асимметрии коэффициентов ионизации приводит к уменьшению этих помех. К этому стремятся на практике, так как {\displaystyle f(M)} вносит основной вклад в ограничение разрешающей способности приборов по энергии.

## Ограничения по быстродействию
Ограничения на скорость работы накладывают ёмкости, времена пролёта электронов и дырок через полупроводниковую структуру и время лавинного умножения. Ёмкость прибора увеличивается с ростом площади переходов и уменьшением толщины. Время пролёта электронов и дырок возрастает с увеличением толщины, что заставляет идти на компромисс между паразитной ёмкостью и временем пролёта. Задержки, связанные с лавинным умножением, определяются структурой диодов и применяемыми материалами, существует зависимость от {\displaystyle \kappa }.

## Технологии изготовления

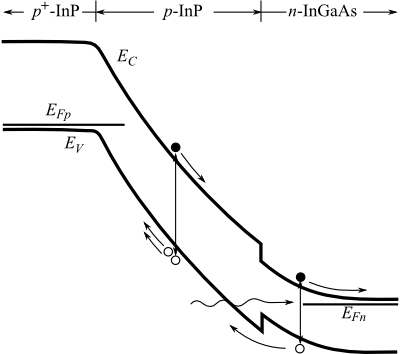
Зонная диаграмма лавинного фотодиода на гетероструктуре InP-InGaAs. Фототок образован дырками.

Для создания этих приборов могут использоваться различные полупроводники:
- Кремний используется для работы в ближнем ИК-диапазоне, при этом имеет малые шумы, связанные с умножением носителей.
- Германий чувствителен к инфракрасным волнам длиной вплоть до 1,7 мкм, но приборы на его основе имеют заметные шумы.
- Арсенид галлия обеспечивает приём волн длиной до 1,6 мкм, при этом имеют шумы меньшие, нежели у германиевых приборов.
  - Обычно арсенид галлия используется для изготовления лавинных фотодиодов с гетероструктурами, также включающих фосфид индия в качестве подложки и второго слоя для создания гетероструктуры[4]. Эта гетероструктура имеет рабочий диапазон в пределах 0,7—0,9 мкм.
  - Арсенид галлия-индия (InGaAs) имеет высокий коэффициент поглощения на длинах волн, обычно используемых в волоконно-оптических линиях связи, поэтому достаточно даже микронных слоёв InGaAs для полного поглощения излучения[4].

Эти материалы обеспечивают небольшие задержки и малые шумы, что позволяет получить устройства с полосой частот более 100 ГГц для простой InP/InGaAs системы и до 400 ГГц для InGaAs в гетероструктуре на кремнии, что делает возможным передачу данных на скоростях, превышающих 10 Гбит/с.
- Диоды на основе нитрида галлия используются для работы в ультрафиолетовом диапазоне волн.
- Теллурид ртути-кадмия[англ.] (HgCdTe) применяется для изготовления диодов, работающих в ближней инфракрасной части спектра, обычно максимальная длина волны достигает до 14 мкм. Но при этом такие приборы требуют охлаждения для снижения темновых токов. Охлаждение способно обеспечить очень низкий уровень помех.

## Лавинные диоды на сверхрешетках

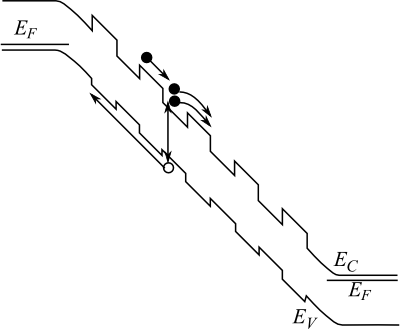
Зонная диаграмма лавинного фотодиода на сверхрешётке.

Причина применения сверхрешёток для построения лавинных фотодиодов заключается в том, что большие различия между коэффициентами ударной ионизации для электронов и дырок приводят к сокращению шумов.
Ещё одно преимущество подобных структур в том, что процесс лавинного размножения более локализован, что также уменьшает помехи. Толщины отдельных слоёв в сверхрешётке лежат между 100 и 500 Å.